# 埃布倫山
85°51′S 133°28′W / 85.850°S 133.467°W
埃布倫山（英語：Eblen Hills）是南極洲的山丘，位於瑪麗伯德地，處於科羅拉多冰川終點以北，海拔高度1,640米，根據美國地質調查局的測量和美國海軍的空中照片被繪入地圖。